# Hall (ciruela)
Hall es una variedad cultivar de ciruelo (Prunus domestica), de las denominadas ciruelas europeas.
Una variedad de ciruela criada en 1908 en la « "New York State Agricultural Experiment Station" », Geneva, Estados Unidos.
Las frutas de tamaño grande a muy grande, con el color de la piel púrpura rojiza recubierta de abundante pruina, fina, violácea, y pulpa de color ámbar verdoso pálido, textura medio firme moderadamente jugosa, y sabor es justo. Tolera las zonas de rusticidad según el departamento USDA, de nivel 5b, 5a, 6b, 6a, 7b, 7a.

## Historia
'Hall' variedad de ciruela que fue obtenida en 1908 en la « "New York State Agricultural Experiment Station" », Geneva, Estados Unidos, e introducida comercialmente en 1923.
'Hall' está cultivada en diversos bancos de germoplasma de cultivos vivos, tales como en National Fruit Collection (Colección Nacional de Fruta) de Reino Unido con el número de accesión: 1932-001 y Nombre Accesión : Hall. Fue introducida en el "Probatorio Nacional de Fruta" para evaluar sus características en 1932.

## Características
'Hall' árbol de porte extenso, moderadamente vigoroso, erguido, sus hojas de la planta leñosa son caducas, de color verde, forma elíptica, sin pelos presentes, tienen dientes finos en el margen. Flor blanca, que tiene un tiempo de floración que comienza a partir del 14 de abril con el 10% de floración, para el 19 de abril tiene una floración completa (80%), y para el 5 de mayo tiene un 90% de caída de pétalos.
'Hall' tiene una talla de tamaño grande a muy grande de forma ovalada ligeramente asimétrica, con peso promedio de 71.10 g; epidermis tiene una piel púrpura rojiza recubierta de abundante pruina, fina, violácea; sutura con línea bien visible, de color algo más oscuro que el fruto. Situada en una depresión muy suave, algo más acentuada junto a cavidad peduncular; pedúnculo de longitud mediano, fuerte, con una longitud promedio de 15.09 mm, leñoso, con escudete muy marcado, muy pubescente, con la cavidad del pedúnculo estrecha, poco profunda, rebajada en la sutura y más levemente en el lado opuesto; pulpa de color ámbar verdoso pálido, textura medio firme moderadamente jugosa, y sabor es justo.
Hueso poco adherente, grande, alargado, muy asimétrico, con el surco dorsal muy ancho y profundo, los laterales más superficiales, zona ventral poco sobresaliente, superficie rugosa.
Su tiempo de recogida de cosecha se inicia en su maduración de principios a mediados de septiembre. Algo agrio cuando se recolecta por primera vez, pero se suaviza con el almacenamiento. Se conserva bien un par de semanas en cámara frigorífica.

## Usos
Se usa comúnmente como postre fresco de mesa buena ciruela de postre de fines de verano.
También se usa como una buena opción para enlatar y secar.

## Cultivo
Variedad cultivada principalmente en Canadá, Estados Unidos.